# Roger Whittaker
Roger Henry Brough Whittaker (22. března 1936 Nairobi, Keňa – 13. září 2023) byl keňsko-britský písničkář s více než 55 milióny prodaných nahrávek. Kromě zpěvu hraje na kytaru a v řadě písní nezpívá, ale mistrovsky píská.
Jeho rodiče pocházeli ze Staffordshiru v Anglii, ale přestěhovali se za teplejším podnebím do Keni poté, co měl jeho otec motocyklovou nehodu.